# Calymperes incompletum
Calymperes incompletum là một loài rêu trong họ Calymperaceae. Loài này được Schwägr. Arn. mô tả khoa học đầu tiên năm 1827.